# كمال شاكر
كمال شاكر وهو رياضي ولاعب كرة قدم سابق وسياسي شيوعي كردي عراقي شغل منصب عضو في الجمعية الوطنية الانتقالية المؤقتة عامي 2004 و2005.
كانت مجموع فترات سجن كمال شاكر بسبب انتمائه للحزب الشيوعي من عام 1960 ولغاية 1980 بحدود أربعة عشر عاما، أحدها اعتقل عام 1969 من ملعب شعبي.
يشغل حاليا منصب سكرتير اللجنة المركزية للحزب الشيوعي الكردستاني.